# Сабину, Мариу
Мариу Сабину (исп. Mario Sabino Júnior; 23 сентября 1972, Бауру, Сан-Паулу — 25 октября 2019, Бауру, Сан-Паулу) — бразильский дзюдоист, чемпион Бразилии, победитель и призёр Панамериканских чемпионатов, чемпион Панамериканских игр, бронзовый призёр чемпионата мира, участник двух Олимпиад.

## Биография
Выступал в полутяжёлой (до 100 кг) весовой категории. Двукратный чемпион Бразилии. Чемпион (2003 год) и серебряный призёр (2004 и 2006 годы) Панамериканских чемпионатов. В 2003 году стал чемпионом Панамериканских игр и бронзовым призёром чемпионата мира.
На летней Олимпиаде 2000 года в Сиднее бразилец победил немца Даниэля Гюршнера и латыша Мариуса Пашкевичуса, но проиграл итальянцу Луиджи Гвидо. В утешительной схватке Сабину проиграл израильтянину Ариэлю Зеэви и завершил выступления, заняв седьмое место.
На следующей Олимпиаде в Афинах бразилец в первой схватке вновь уступил Ариэлю Зеэви и выбыл из дальнейшей борьбы.
После завершения карьеры входил в тренерский штаб сборной Бразилии по дзюдо.

## Гибель
25 октября 2019 года был застрелен сержантом сухопутных войск Агналду Родригешем в родном городе Бауру. После случившегося инцидента военный покончил жизнь самоубийством рядом с местом преступления.